# Acido gadoleico
L'acido gadoleico o acido cis-9-eicosenoico è un acido grasso monoinsaturo con 20 atomi di carbonio ed un doppio legame cis in posizione 9. In notazione delta è un 20:1Δ9c; calcolando la posizione del doppio legame dall'estremità metilica è un omega-11 (20:1ω11).
È stato individuato nell'olio di fegato di merluzzo oltre che in altri pesci che si nutrono di crostacei e si trova nei trigliceridi e cianolipidi di alcune sapindaceae del genere Paullinia. In piccole quantità compare anche nell'olio di colza e di jojoba.